# Hadruroides maculatus
Espèce
Synonymes
- Hadrurus maculatus Thorell, 1876

Hadruroides maculatus est une espèce de scorpions de la famille des Caraboctonidae.

## Distribution
Cette espèce est endémique d'Équateur. Elle se rencontre dans les provinces de Guayas et de Manabí.

## Description
Le mâle mesure 43,0 mm et la femelle 47,5 mm.

## Systématique et taxinomie
Cette espèce a été décrite sous le protonyme Hadrurus maculatus par Thorell en 1876. Elle est placée dans le genre Hadruroides par Pocock en 1900.

## Publication originale
- Thorell, 1876 : Études Scorpiologiques. Atti della Societa Italiana di Scienze Naturali, vol. 19, p. 75–272 (texte intégral).